# Cái tát Tunis
Cái tát Tunis (tiếng Ý: Schiaffo di Tunisi) là một lối diễn tả của báo chí đã được sử dụng chủ yếu bởi báo chí và các nhà sử học của Ý kể từ cuối thế kỷ XIX, để mô tả cuộc khủng hoảng chính trị lúc đó giữa Vương quốc Ý và Đệ Tam Cộng hòa Pháp.

## Lịch sử

### Hiệp ước Ý-Tunisia
Ý và Tunisia ký ngày 08 Tháng 9 1868 một hợp đồng, kéo dài 28 năm, để hạn chế ảnh hưởng của Đế quốc Ottoman ở Tunisia, mà về mặt pháp lý vẫn còn thuộc đế chế này. Sự đồng tình quốc tế bảo đảm Tunisia quyền lợi, ưu đãi, miễn trừ, những thứ mà nước Ý đã được hứa trước cuộc thỏa thuân đôi bên.. Những người Ý sống ở Tunisia được phép giữ quốc tịch gốc của họ, họ nhận được sự độc lập đối với các cơ quan chính quyền Tunisia khác nhau, nhưng không thể rời dễ dàng Tunisia và được phép tiếp tục bị tòa án Bey kết án. Thỏa thuận này đảm bảo người Ý thương mại tự do và quyền định cư ở Tunisia vì công việc hay lý do tư nhân. Trong các lĩnh vực đi lại và câu cá người Ý có những quyền ngang hàng như người Tunisia. Bên cạnh đó, Rey không thể thay đổi thuế hải quan mà không cần phải đầu tiên trao đổi với chính phủ Ý về nó.

### Pháp chiếm đóng Tunisia
Mục tiêu chính của Chính phủ Ý dưới quyển của Benedetto Cairoli là thuộc địa hóa Tunisia, chính phủ Pháp cũng theo đuổi mục tiêu này. Cả Cairoli lẫn người tiền nhiệm của ông ta Agostino Depretis không tin nhiều vào một cuộc chiếm đóng quân sự. Thay vào đó, họ hy vọng rằng Anh sẽ chống đối thực dân Pháp để ngăn chặn sự bành trướng ảnh hưởng của Pháp ở Bắc Phi (Trong khi người ta ở Luân Đôn đã chống lại việc một quốc gia kiểm soát đơn lẻ eo biển Sicily).
Pháp tin tưởng vào sự trung lập của Anh Quốc, việc nước này muốn ngăn chặn nước Ý kiểm soát đường biển ra vào kênh đào Suez, và rằng Thủ tướng Đức, Otto von Bismarck, muốn chuyển hướng chú ý của Pháp từ câu hỏi Alsace-Lorraine  Vào giữa năm 1878, các đại diện của các cường quốc châu Âu, đặc biệt là Đế quốc Đức, Áo-Hungary, Pháp, Anh, Ý, Nga và Đế chế Ottoman đã gặp nhau tại Berlin. Tại cuộc họp này, hội nghị Berlin, Anh đã đồng ý chấp nhận một cuộc tiếp quản Tunisia của Pháp để có thể mở đường với việc tiếp quản đảo Síp mà không có một sự cản trở của Pháp. Điều này, đã được Ottoman chấp nhận để ngăn chặn các cường quốc quyền can thiệp vào các yêu cầu mở rộng của Nga và có thể mất thêm lãnh thổ.
Tháng 4 năm 1881, 2000 lính Pháp xâm chiếm Tunisia và chiếm đất nước này trong vòng ba tuần. Vào ngày 12 tháng 5 năm 1881, Bey Muhammad III. Al-Husain đã buộc phải ký Hiệp ước Bardo. Các cuộc nổi dậy dưới thời Mansour Houch quanh Kairuan và Sfax vài tháng sau bị đàn áp. Hiệp ước La Marsa ngày 8 tháng 6 năm 1883 đã cho Pháp quyền rộng rãi trong chính sách đối ngoại, chiến tranh và trong nước của Tunisia. Pháp đã lồng ghép quốc gia này vào đế chế thuộc địa của mình và sau đó cũng đại diện cho Tunisia về chính sách đối ngoại. Bey đã phải cống hiến gần như toàn bộ quyền lực của mình cho người Pháp.
Benedetto Carioli đã từ chức sau thất bại của mình.

## Hậu quả
Các cường quốc châu Âu cho thấy nhiều phản ứng khác nhau đối với cuộc xâm lược của Pháp vào Tunisia: Anh Quốc vội vã với sự chiếm đóng Ai Cập, trong khi Đức và Áo-Hungary vẫn trung lập, nhưng Ý năm 1882 đã tham gia vào liên minh phòng thủ chống Pháp của họ. Quan hệ ngoại giao của Ý với Pháp đạt đến một điểm rất thấp. Theo một viên chức tham mưu quân đội Ý, không thể loại trừ một cuộc xâm lăng Ý của quân đội Pháp.
Người Ý ở Tunisia được cho là đã gây ra những vấn đề lớn cho người Pháp và dùng vũ lực phản đối họ, nhưng điều này chưa bao giờ được chứng minh.